# The Cavemans
The Cavemans（ザ ケイブマンズ）は、日本のロックバンドである。ブラックミュージックを噛み砕いたポップスを得意とする本格派バンド。
現在イシザキアキユキ(ボーカル)、I.D.(ギター)、なりた有輝(ベース)、Naoya-G(ドラム)の4人で活動している。ボーカル、イシザキアキユキが繰り出すハイトーンボイスと独特なLIVEパフォーマンスは見た人に強烈なインパクトを与えている。

## 来歴
2009年 インストゥルメンタルを主体とした楽曲での活動を開始、サポートメンバーにキーボードippei（HUGTONES,TARIKI ECHO,Amy）、トロンボーンに浅見ひろし(cool wise man,Risingtones)が参加。
2010年 ボーカル イシザキアキユキ、The Cavemansが共演。その後、I.Dがサポートするなど親交を深める中、イシザキアキユキとの音源制作を始める。
スタジオセッション、ライブを繰り返し正式なメンバーとなる。

## メンバー
- イシザキアキユキ

ボーカル担当。(ソロプロジェクトYOBAI SUSPECTSでも活動)
4月27日 茨城県水戸市出身。
- I.D.（アイディー）

ギター担当。
2月2日 長野県長野市出身。
- なりた有輝（ナリタユウキ）

ベース担当。
6月2日 東京都渋谷区出身。
- Naoya-G（ナオヤ・ジー）

ドラム担当。
7月2日 神奈川県横浜市出身。

### サポートメンバー
- ippei（キーボード）
- t.o.n.o（キーボード）
- 浅見ひろし（トロンボーン）
- fred（キーボード）

## ディスコグラフィー

### アルバム
The Cavemans1stアルバム
|2012年6月13日
| DIAMOND
|PECF-3024
|
1. 愛ノ方へ
2. アンモナイトの法則
3. DIAMOND
4. Julie's spice
5. How Long Hello
6. タイムワープ
7. なにもない
8. 消えたヒーロー
9. 思い出の色
10. BABY I LOVE U

|SPACE SHOWER NETWORK
|-
|}
univers【配信限定】
1. cherry
2. Tijuana
3. people people people
4. univers

Fishmans coverep
1. Baby Blue
2. ひこうき

## 主なライブ
- 2002年10月20日 - MINAMI WHEEL 2002

The Cavemans名義
- 2014年02月23日 - DISK GARAGE MUSIC MONSTERS -2014 winter-
- 2014年05月17日 - SOUND MARKET 2K14
- 2014年06月08日 - SAKAE SP-RING 2014
- 2014年09月28日 - 中津川 THE SOLAR BUDOKAN 2014
- 2015年05月05日 - nambaland vol.3 ～南波政人 new album "ただ君に認めてほしいだけなのさ"release party～"
- 2015年09月20日 - アガニ AGONY
- 2016年04月24日 - Tokyo Syndicate vol.2

2018年3月10日- The Cavemans Coverep
release party-@Ruby Room